# Javier Medina Guijarro
Javier Medina Guijarro (Madrid, España, 1956) es un jurista y auditor público español. Ha sido consejero del Tribunal de Cuentas de España entre 2001 y 2021 y presidente de la Sección de Fiscalización de este organismo entre 2018 y 2021.

## Reseña biográfica
Licenciado en Derecho por la Universidad Complutense de Madrid en el año 1978. Es funcionario público experto en temas de fiscalización pública, así como en materias jurisdiccionales, especialmente en la contable. Asimismo, está en posesión de los títulos de Censor Jurado de Cuentas y Auditor inscrito en el Registro Oficial de Auditores de Cuentas. Ha desarrollado gran parte de su actividad profesional como Letrado del Tribunal de Cuentas de España, puesto al que accedió por oposición libre ganada en el año 1979, habiendo ocupado diversos cargos en el Tribunal de Cuentas de España, tales como Censor-Jefe de Examen de Cuentas, Delegado Instructor de procedimientos jurisdiccionales, Jefe de División y, finalmente, Director Técnico en diferentes Departamentos del Tribunal de Cuentas de España, desde 1990 hasta el año 2001, fecha en la que, por designación del Senado, fue elegido Consejero de Cuentas del Tribunal de Cuentas de España. El 18 de julio de 2012, fue reelegido nuevamente por el Senado, y designado Presidente de la Sección de Fiscalización del Tribunal de Cuentas de España por el Pleno del mismo Tribunal. También ha desarrollado su actividad en el campo de la docencia como Profesor Colaborador de la Cátedra de Derecho Civil de la Universidad Complutense de Madrid, Profesor Asociado de Derecho Administrativo y Derecho Financiero y Tributario Universidad Carlos III de Madrid, Profesor del Instituto de Empresa de España, del Centro Europeo de Desarrollo Empresarial , de la Escuela Nacional de Administración Local ; y profesor de Cursos de Formación del Instituto de Estudios Fiscales, de la Escuela de Gestión Pública, del Instituto Nacional de Administraciones Públicas y de la Intervención General de la Seguridad Social . Ha participado en numerosos Cursos, Seminarios y Congresos, como ponente y conferenciante, tanto nacionales como internacionales, sobre diversas materias jurisdiccionales y de derecho público relacionadas con la gestión y el control económico y financiero del sector público. Es autor y coautor de diferentes libros, entre los que cabe destacar: Código Penal (Ed. NEO, 1989/1990); Ley de Enjuiciamiento Civil (Ed. Civitas); Tribunal de Cuentas: Documentación comunitaria y legislación estatal y autonómica (Ed. Civitas, 1988); Ley de la Jurisdicción Contencioso-administrativa (Ed. Biblioteca Nueva, 1998); La Declaración Universal de los Derechos Humanos en su 50 Aniversario (Ed. Bosch, 1998); Ley de Régimen Jurídico de las Administraciones Públicas y del Procedimiento Administrativo Común (Ed. Biblioteca Nueva 1999); Código Militar (Organización y Régimen Jurídico Disciplinario, Penal y Procesal) (Ed. Aranzadi, 1999); Código de Contratación Administrativa (Ed. Aranzadi, 2002 y 2005); Contratación Administrativa (Ed. Thomson-Aranzadi, 2003); Código del Tribunal de Cuentas (España) (Ed. Thomson-Aranzadi, 2003 y 2008); Exégesis conjunta de los Tratados vigentes y constitucional europeos (Ed. Thomson-Civitas, 2005); Código de Contratación Pública (Ed. Thomson-Aranzadi, 2008); Código de Contratos de los Servicios Públicos (Ed. Thomson-Aranzadi, 2009); Diccionario del Español Jurídico. Real Academia Española (Ed. Espasa, 2016). Asimismo, es autor y coautor de diversos artículos y trabajos publicados en Revistas jurídicas especializadas como son: la Revista Española de Derecho Financiero , Revista Española de Control Externo, Repertorio de Jurisprudencia (Ed. Aranzadi) y Revista de Análisis Local , Cuenta con IGAE, Crónica, etc.

## Distinciones
- Cruz Distinguida de 1ª Clase de la Orden de San Raimundo de Peñafort, otorgada por Orden Ministerial Orden Ministerial de 6 de diciembre de 1995.